# Онича
Они́ча (англ. Onitsha, игбо Onịchạ) — город в Нигерии, штат Анамбра. Стоит на берегу реки Нигер. Население — 561 066 чел. (по оценке 2006 года).
В агломерации Онича проживает 8 530 514 чел. (по данным на 2015 год).

## История
Город был основан в начале XVII века выходцами из Бенина. Вскоре он превратился в важный культурный, политический и торговый центр, став столицей королевства Онича. В 1857 году оби (король) разрешил английскому купцу Уильяму Балфуру Бэйки (англ. William Balfour Baikie) построить неподалёку от города форт. В конце XIX века город Онича вошёл в состав британской колонии Нигерии. С 1960 года — в составе уже независимой Нигерии. В 1965 году в городе был построен мост через реку Нигер длиной 1404 м.

## Экономика
Онича в настоящее время является портовым и торговым городом. В город стекается сельскохозяйственная продукция из окрестных районов — ямс, маниока, цитрусовые, рис, рыба, таро и др. На экспорт идут пальмовое масло и ядра пальмовых орехов. Здание местного рынка, крупнейшее в Нигерии, было разрушено в 1967 году в ходе гражданской войны в Нигерии, но потом было восстановлено.

## Известные уроженцы
- Флора Огбениану (1917—1983) — первая леди Нигерии (1963—1966).

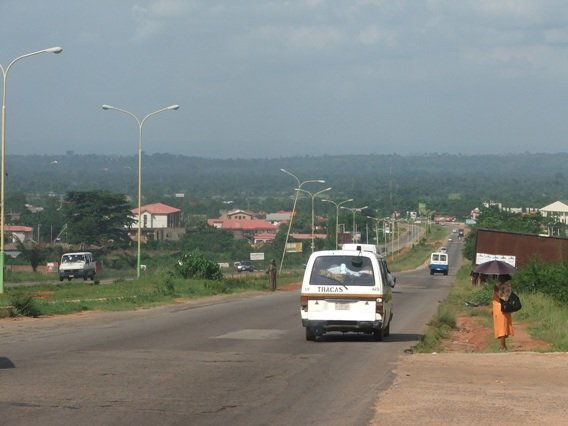
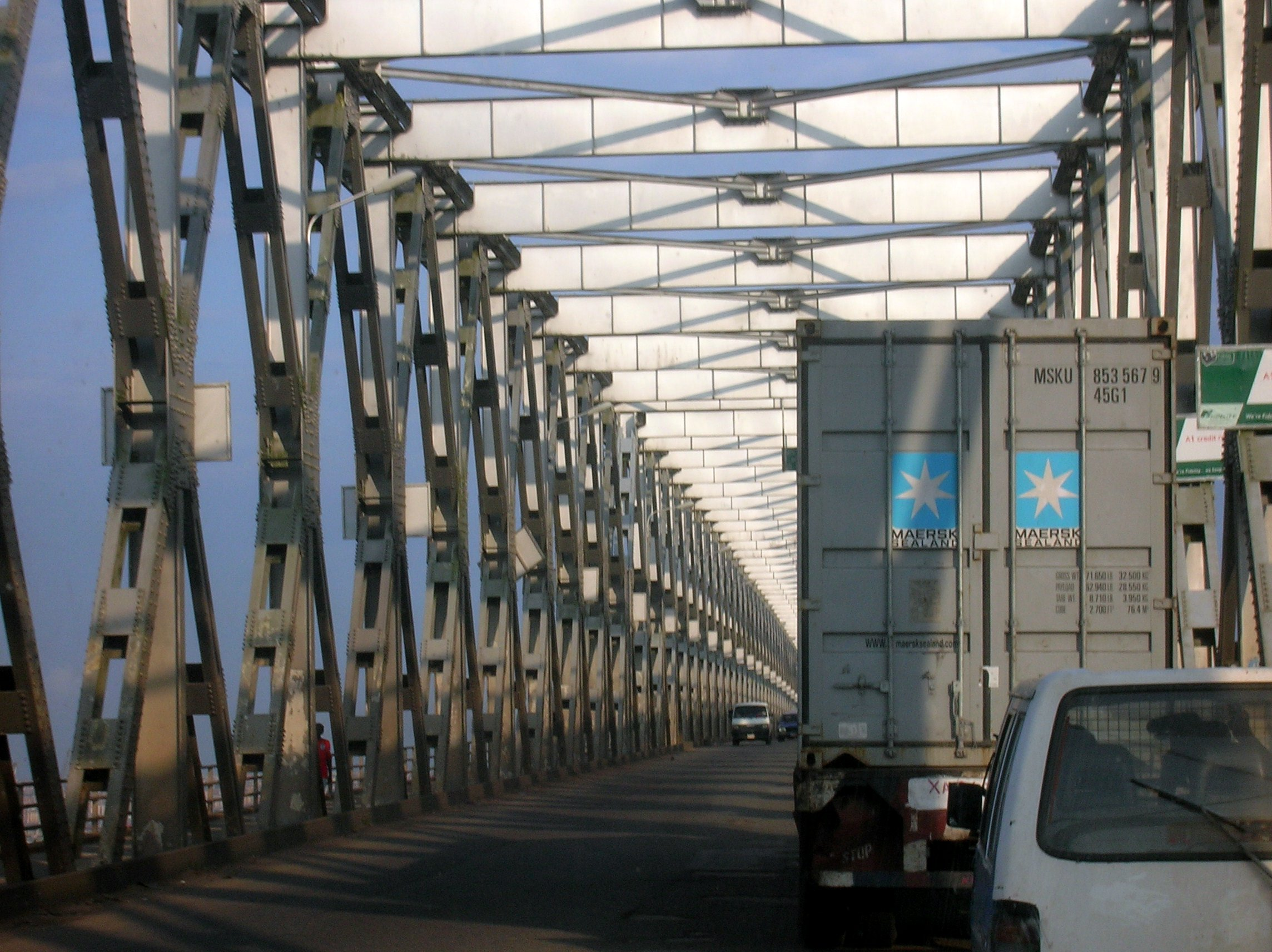